# Keiichiro Nagashima
Keiichiro Nagashima (n. 20 aprilie 1982, Ikeda, Prefectura Hokkaidō, Japonia) este un patinator de viteză ce a reprezentat Japonia, medaliat olimpic. A participat la 3 ediții ale Jocurilor Olimpice (2006, 2010, 2014) în care a câștigat o medalie de aur.